# Liga de Rugby de Chile 2015
La Liga de Rugby de Chile de 2015 fue la sexta y última edición del torneo de rugby de Chile.

## Sistema de disputa
Cada equipo disputó encuentros frente a cada uno de sus rivales a una sola ronda, totalizando 4 partidos cada uno, el equipo que al finalizar el torneo se ubicó en la primera posición, se coronó como campeón de este.
Puntuación
Para ordenar a los equipos en la tabla de posiciones se los puntuará según los resultados obtenidos.
- 3 puntos por victoria.
- 2 puntos por empate.
- 0 puntos por derrota.
- 1 punto bonus por ganar haciendo 3 o más tries que el rival.
- 1 punto bonus por perder por siete o menos puntos de diferencia.

## Tabla de posiciones
| Pos. | Equipo              | Encuentros | Encuentros | Encuentros | Encuentros | Tantos | Tantos | Tantos | PB | PB | Puntos |
| Pos. | Equipo              | PJ         | PG         | PE         | PP         | F      | C      | Dif    | BO | BD | Puntos |
| ---- | ------------------- | ---------- | ---------- | ---------- | ---------- | ------ | ------ | ------ | -- | -- | ------ |
| 1.º  | Old Macks           | 4          | 4          | 0          | 0          | 109    | 46     | +63    | 2  | 0  | 14     |
| 2.º  | Los Troncos         | 4          | 2          | 0          | 2          | 100    | 85     | +15    | 4  | 0  | 10     |
| 3.º  | Viña RC             | 4          | 2          | 0          | 2          | 102    | 82     | +20    | 2  | 2  | 10     |
| 4.º  | Sporting Rugby Club | 4          | 2          | 0          | 2          | 84     | 94     | -10    | 1  | 0  | 7      |
| 5.º  | Old John's          | 4          | 0          | 0          | 4          | 44     | 132    | -88    | 1  | 0  | 1      |

| Bandera de Chile      |
| Campeón Old Mackayans |
| Segundo título        |